# Ješovec pri Kozjem
Ješovec pri Kozjem este o localitate din comuna Kozje, Slovenia, cu o populație de 155 de locuitori.